# 대구광역시환경자원사업소
대구광역시 환경자원사업소(大邱廣域市 環境資原事業所)는 대구광역시에 거주하는 시민의 보건위생 향상과 쓰레기의 위생적 처리를 위하여 대구광역시청 산하에 설치된 사업소이다.
환경자원사업소장은 지방서기관, 또는 지방기술서기관으로 보한다.

## 연혁
- 1991년 2월 11일: 대구직할시 위생매립장 관리사무소 설치
- 1995년 1월 1일: 대구광역시 위생매립장 관리사무소로 변경
- 2007년 1월 8일: 대구광역시 환경자원사업소로 변경

## 조직
소장
- 시설운영과